# Phyllurus gulbaru
Phyllurus gulbaru är en ödleart som beskrevs av  Conrad J. Hoskin COUPER och SCHNEIDER 2003. Phyllurus gulbaru ingår i släktet Phyllurus och familjen geckoödlor. IUCN kategoriserar arten globalt som akut hotad. Inga underarter finns listade i Catalogue of Life.